# Ола (Південна Дакота)
Ола (англ. Ola) — переписна місцевість (CDP) в США, в окрузі Брул штату Південна Дакота. Населення — 15 осіб (2020).

## Географія
Ола розташована за координатами 43°36′2″ пн. ш. 99°12′41″ зх. д. / 43.60056° пн. ш. 99.21139° зх. д. (43.600491, -99.211349).  За даними Бюро перепису населення США в 2010 році переписна місцевість мала площу 10,42 км², уся площа — суходіл.

## Демографія
Згідно з переписом 2010 року, у переписній місцевості мешкало 13 осіб у 6 домогосподарствах у складі 5 родин. Густота населення становила 1 особа/км².  Було 6 помешкань (1/км²).
Расовий склад населення:
| - 100,0 % — білих |

До двох чи більше рас належало 0,0 %. Частка іспаномовних становила 0,0 % від усіх жителів.
За віковим діапазоном населення розподілялося таким чином: 15,4 % — особи молодші 18 років, 46,1 % — особи у віці 18—64 років, 38,5 % — особи у віці 65 років та старші. Медіана віку мешканця становила 57,8 року. На 100 осіб жіночої статі у переписній місцевості припадало 116,7 чоловіків;  на 100 жінок у віці від 18 років та старших — 83,3 чоловіків також старших 18 років.
Цивільне працевлаштоване населення становило 0 осіб. 